# Ladoeiro
Ladoeiro ist eine Gemeinde (Freguesia) im portugiesischen Kreis Idanha-a-Nova. In ihr leben 1053 Einwohner (Stand 19. April 2021).

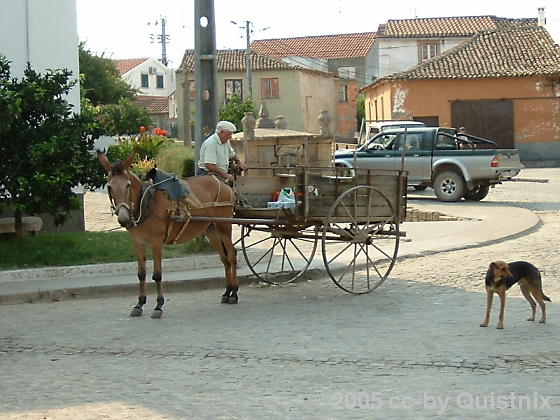
Maultierkarren vor dem Brunnen von Ladoeiro

## Geschichte
Funde belegen die Besiedlung zur Zeit der römischen Besetzung. Bis 1505 hieß der Ort vermutlich Esporão, bevor er ab 1541 neu besiedelt wurde, und seither als Ladoeiro (deutsch: ) bekannt ist.

## Kultur und Sehenswürdigkeiten
Der öffentliche Brunnen und die Kirche Igreja da Misericórdia, beide aus dem 16. Jahrhundert, stehen unter Denkmalschutz, neben drei weiteren Bauwerken.

## Wirtschaft
Ladoeiro liegt in der als strukturschwach geltenden Grenzregion zu Spanien, gilt im Kreis Idanha-a-Nova jedoch als dynamische Gemeinde. Landwirtschaft (insbesondere Tabak, Melonen, Tomaten), verarbeitende Industrie, und Fremdenverkehr (insbesondere Jagd- und Naturtourismus) sind hier zu nennen.